# Oxyopes felinus
Oxyopes felinus är en spindelart som beskrevs av Brady 1964. Oxyopes felinus ingår i släktet Oxyopes och familjen lospindlar. Inga underarter finns listade i Catalogue of Life.